# 官惠民
官惠民中将（1901年—1937年10月28日），字剑豪，国民革命军將領，1937年在中国抗日战争淞沪会战中陣亡于嘉定。1986年被中华人民共和国民政部追认為烈士。

## 生平
官惠民在幼年時失去父親；他由母亲抚养，後來跟随祖父移居至深圳（一說為香港）。幼年的官惠民唸書勤奋，尤其喜歡讀史书，曾經就读私塾；他在青年时受孙中山思想影响，對帝国主义很反感，又不滿貪腐无能、軍閥亂政的北洋政府，支持民主和革命的理念。在青少年時期，官惠民決心參軍入伍，以報效祖國；他考進了黄埔陆军军官学校，畢業後為國民革命軍第四軍效力。
1930年，官惠民到日本接受治療，其後在當地的学校留學；後來，九一八事变爆發，官惠民決定停止在日本學習，回到自己的祖國。他在1932年考進另一所军校，研究如何指挥軍隊，得到校方的赏识；毕业後，官惠民回到國民革命軍第四軍，成為一名軍官，其後曾率兵驻守四川和贵州。
卢沟桥事变後，官惠民到上海参與抗战，他認為保家衛国是军人的责任，又質疑日本有意吞併中國；臨行前，官惠民向親人道別，勸勉兄弟和後輩要貢獻國家，又允許妻子在自己戰死後改嫁別的男子。在戰場上，官惠民經常身先士卒，多次擊退日軍的進攻，成功保衛己方的阵地。
後來，日軍步步進逼，中国军队的防线多次被攻破；国军兩次调整部署，官惠民因而先後被调至南翔镇和嘉定县。1937年10月28日，日軍攻击官惠民駐守的阵地，官惠民領兵反击；他多次成功击退日軍的进攻，但自己的左手臂卻被子弹射中。他继续指挥国军作战，被日軍的炮弹擊中，當天下午死去。
官惠民生前曾被擢升為少将，死後被國民政府追授為中将；1986年，中華人民共和國民政部把官惠民追認為「革命烈士」。